# Mação, Penhascoso e Aboboreira
Mação, Penhascoso e Aboboreira (oficialmente: União das Freguesias de Mação, Penhascoso e Aboboreira) é uma freguesia portuguesa do município de Mação, com 134,11 km² de área e 3193 habitantes (censo de 2021). A sua densidade populacional é 23,8 hab./km².

## História
Foi criada aquando da reorganização administrativa de 2013, resultando da agregação das antigas freguesias de Mação, Penhascoso e Aboboreira.

## Demografia
A população registada nos censos foi:
| Distribuição da População por Grupos Etários | Distribuição da População por Grupos Etários | Distribuição da População por Grupos Etários | Distribuição da População por Grupos Etários | Distribuição da População por Grupos Etários | Distribuição da População por Grupos Etários |
| -------------------------------------------- | -------------------------------------------- | -------------------------------------------- | -------------------------------------------- | -------------------------------------------- | -------------------------------------------- |
| Antes da agregação                           |                                              |                                              |                                              |                                              |                                              |
| Ano                                          | 0-14 anos                                    | 15-24 anos                                   | 25-64 anos                                   | >= 65 anos                                   | Total                                        |
| 2001                                         | 420                                          | 422                                          | 1720                                         | 1286                                         | 3848                                         |
| 2011                                         | 391                                          | 301                                          | 1675                                         | 1176                                         | 3543                                         |
| Após a agregação                             |                                              |                                              |                                              |                                              |                                              |
| Ano                                          | 0-14 anos                                    | 15-24 anos                                   | 25-64 anos                                   | >= 65 anos                                   | Total                                        |
| 2021                                         | 324                                          | 273                                          | 1490                                         | 1106                                         | 3193                                         |